# Carlo Salinari
Carlo Salinari (Montescaglioso, 17 novembre 1919 – Roma, 25 maggio 1977) è stato un partigiano e critico letterario italiano.

## Biografia

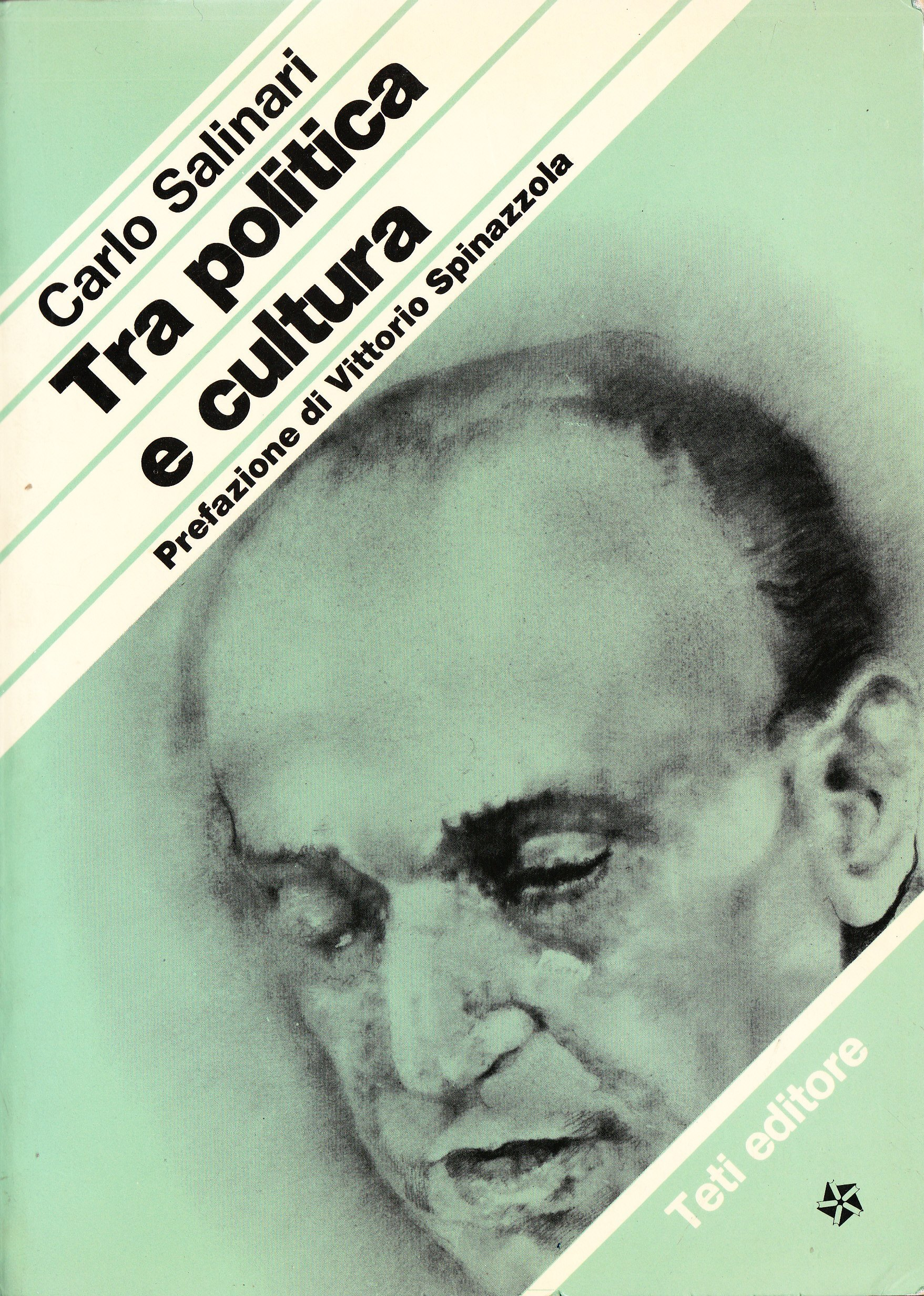
Copertina di Tra politica e cultura di Carlo Salinari, Teti Editore, Milano 1980, recante un ritratto di Carlo Salinari ad opera di Renzo Vespignani. La copertina è opera di Max Huber.

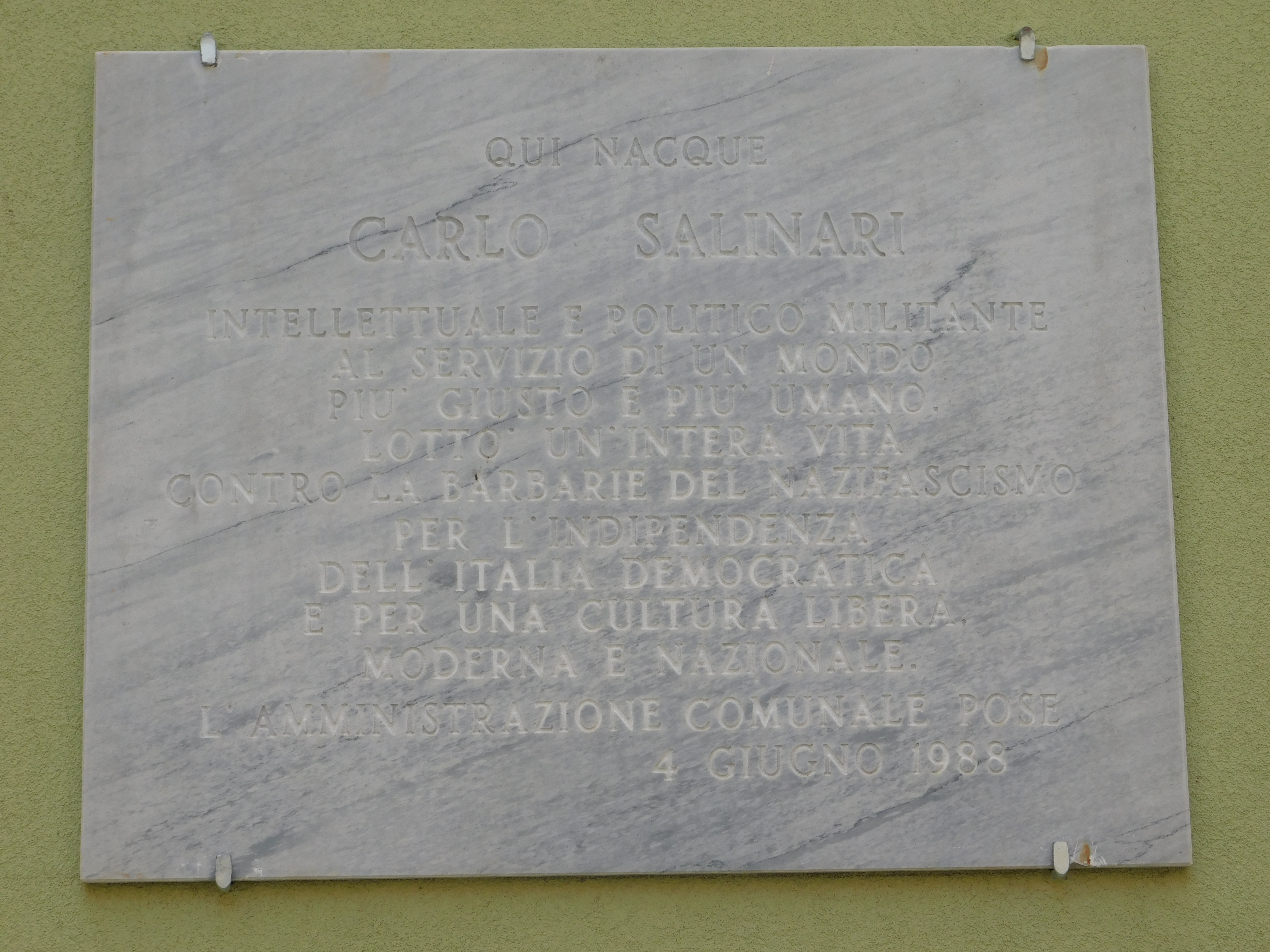
Targa Commemorativa affissa sulla casa natia a Montescaglioso

### L'attività nella Resistenza
Laureato in Lettere all'Università di Roma nel 1941, con il nome di battaglia Spartaco fu militante comunista e partecipò alla Resistenza romana nei Gruppi di Azione Patriottica (GAP), dirigendo una delle due reti dei GAP centrali che operavano nella città di Roma, a sua volta composta dai GAP "Antonio Gramsci" (comandante: Mario Fiorentini) e "Carlo Pisacane" (comandante: Rosario Bentivegna). Nel marzo 1944 fu tra gli organizzatori dell'attentato di via Rasella, eseguito da una dozzina di partigiani dei due gruppi sotto il suo comando.
Alla fine di aprile del 1944 Carlo Salinari fu catturato dai fascisti della banda Koch, a seguito di una delazione del gappista Guglielmo Blasi che, arrestato durante un furto, si era messo al servizio di Koch (oltre a Salinari, le delazioni di Blasi condussero alla cattura di Franco Calamandrei, Raul Falcioni, Duilio Grigioni, Luigi Pintor e Silvio Serra). Koch consegnò Salinari ai tedeschi il 25 maggio, ma probabilmente - e per ragioni mai chiarite - omise di avvertirli del ruolo che lo stesso Salinari aveva avuto nell'azione di via Rasella. Salinari rimase prigioniero dei tedeschi in via Tasso fino alla liberazione di Roma. Per la sua attività partigiana egli fu decorato al valor militare con due medaglie d'argento.

Salinari (terzo da destra, accovacciato, in seconda fila) fra i gappisti romani

Suo fratello Giambattista fu anch'esso uno studioso di Lettere e un partigiano.

### L'attività politica e letteraria
Salinari insegnò nelle Università di Palermo, di Cagliari dove fu anche preside della Facoltà di Magistero, di Milano, di Salerno e di Roma "La Sapienza", dove nel 1977 fu preside della Facoltà di Lettere. Responsabile della Sezione culturale del Partito comunista, nel 1954 fondò con Antonello Trombadori la rivista "Il Contemporaneo" e presto si allontanò dall'estetica crociana per avvicinarsi a quella marxista. Fu severamente critico nei confronti di Ragazzi di vita di Pier Paolo Pasolini, benché convinto assertore del neorealismo, e scrisse in proposito numerosi saggi e articoli che verranno in parte raccolti nei volumi La questione del realismo (1960) e Preludio e fine del realismo in Italia (1967).
Studioso del decadentismo, compì numerosi studi su D'Annunzio, Pascoli, Fogazzaro e Pirandello. Fra le sue numerose opere, si ricordano Miti e coscienza del decadentismo italiano (1960), Storia popolare della letteratura italiana (1962) e commenti al Decamerone di Boccaccio (1963), a Boccaccio, a Manzoni, a Pirandello.
È stato direttore della rivista il Calendario del Popolo dal 1966 al 1977.

## Omaggi
- A Carlo Salinari è cointitolato l'Istituto Comprensivo di Montescaglioso, sua città natale.